# Wugigarra yawai
Wugigarra yawai is een spinnensoort uit de familie trilspinnen (Pholcidae). De soort komt voor in Queensland en New South Wales